# Lifeforce Records
Lifeforce Records est un label discographique allemand de heavy metal, basé à Leipzig. Il se concentre principalement sur le death metal, le metalcore et le post-hardcore. Ses collaborations avec des groupes tels que Heaven Shall Burn et Trivium les aident à devenir l'un des labels les plus influents en matière de musique extrême.

## Histoire
Lifeforce Records est fondé par Rüdiger Mahn en 1995 en Allemagne. Les principaux groupes sous Lifeforce Records sont Heaven Shall Burn, Raunchy, Deadlock, This or the Apocalypse, Doyle Airence, Destinity, Nahemah et Nightrage. Lifeforce Records a également signé avec des groupes plus connus, actuellement sous d'autres labels, comme, Between the Buried and Me, Caliban et Trivium.
En 2004, le label signe accord exclusif de distribution aux labels Victory Records et RED Distribution. Il annonce également son ouverture sur le sol américain, dont le siège se base à Philadelphie. Stefan Luedicke, dirigeant et CEO de Lifeforce Records explique : « c'est une étape importante et excitante pour nous de nous implanter enfin aux US après 10 années d'existence. Je suis plus qu'enchanté d'accueillir Drew Juergens-Soto, l'un de mecs les plus influençable au monde en matière de metal/hardcore, ses cinq années d'expérience chez Relapse Records ne pourra faire que du bien à notre label! » En 2005, Lifeforce USA lance son site web officiel.
Début 2014, le label signe avec de nouveaux groupes tels que We Are the Damned et Fake Idols.